# Liste der Monuments historiques in Manlay
Die Liste der Monuments historiques in Manlay führt die Monuments historiques in der französischen Gemeinde Manlay auf.

## Liste der Objekte
| Bezeichnung                          | Beschreibung                                                      | Standort                        | Kennzeichnung | Schutzstatus | Datum | Bild |
| ------------------------------------ | ----------------------------------------------------------------- | ------------------------------- | ------------- | ------------ | ----- | ---- |
| Skulptur Heiliger Antonius der Große | Kalkstein, 15. Jahrhundert                                        | in der Kirche St-Laurent (Lage) | PM21001402    | Classé       | 1916  |      |
| Ziborium                             | Silber, vergoldet, 17. Jahrhundert; von Konrad Adenauer gestiftet | in der Kirche St-Laurent (Lage) | PM21003968    | Inscrit      | 1992  |      |
| Skulptur Thronende Madonna mit Kind  | Holz, farbig gefasst, 15. Jahrhundert                             | in der Kirche St-Laurent (Lage) | PM21003997    | Inscrit      | 1993  |      |
| Skulptur Unterweisung Mariens        | Holz, farbig gefasst, 16. Jahrhundert                             | in der Kirche St-Laurent (Lage) | PM21003998    | Inscrit      | 1993  |      |
| Skulptur Heiliger Laurentius         | Holz, farbig gefasst und vergoldet, 17. oder 18. Jahrhundert      | in der Kirche St-Laurent (Lage) | PM21003999    | Inscrit      | 1993  |      |